# مارک گابریل
مارک گابریل (انگلیسی: Mark A. Gabriel؛ زادهٔ ۳۰ دسامبر ۱۹۵۷ در مصر) سخنران و نویسنده در مورد اسلام است که در ایالات متحده زندگی می‌کند. او نویسنده پنج کتاب انتقادی از اسلام سلفی، از جمله اسلام و تروریسم، اسلام و یهودیان، و سفر به ذهن یک تروریست اسلامی است.

## زندگی‌نامه
در اولین کتاب خود بنام «در برابر تمایلات در خاورمیانه» که در سال ۱۹۹۷ نوشت: داستان واقعی مصطفی، معلم سابق تاریخ اسلام است گابریل از تولد خود در ۳۰ دسامبر ۱۹۵۷ تا والدین مسلمانش در مصر سخن می‌گوید. او توضیح می‌دهد که نامی که در تولد بر او گذاشتند مصطفی بود. والدین او از مالکین ثروتمند یک کارخانه لباس بوده و دارای شش برادر و یک خواهر بود همگی مسلمان مذهبی بودند. او خود را یک مسلمان متولد شده توصیف می‌کند وی قبل از اینکه در سن ۳۴ سالگی به مسیحیت گرایش پیدا کند، از یک استاد تاریخ اسلام از دانشگاه الازهر قاهره مصر آموزش دید.
در یک مصاحبه طولانی در شهر تولسا ورلد، گابریل مدعی شد که به دلیل اینکه از سوی پدرش به علت گرویدن به مسیحیت تهدید به قتل شد از مصر فرار کرد. او قبل از اینکه در سال ۱۹۹۹ به آمریکا نقل مکان کند در آفریقای جنوبی زندگی می‌کرد.
متعاقباً، مصطفی نام خود را تغییر داد و اسم مسیحی مارک گابریل را برای خود برگزید. او مدعی است که به دلیل ترس از اسلامگراهای افراطی، نمی‌تواند از نام اصلی خود استفاده کند.
توماس اس. کید پروفسور دانشگاه بایلور، گابریل را در زنجیره ای از نوکیشانی قرار می‌دهد که از اسلام به مسیحیت گرویده‌اند؛ کسانی که کتاب‌ها و سخنرانی‌ها توجهات آنان را در بین «پروستان‌های آمریکایی محافظه کار» جلب کرده‌است. این‌ها شامل ارگان و امیر صفا نویسندگان اسلام آشکار هستند: نگاه خودمانی به زندگی و عقاید یک مسلمان؛ نوشته پاستور رضا صفا یک ایرانی مسلمان شیعه و نویسنده اسلام خودی که رسیدن به جهان اسلام را به نمایش می‌گذارد. همچنین، عبدالصاحب (نام مستعار) یک سوفی مسلمان سابق و نویسنده سمت تاریک اسلام (تألیف مشترک با آر سی اسپرول). کید متذکر می‌شود که بعد از بیان مختصر داستان زندگی گابریل، «شبهاتی در مورد هویت واقعی او وجود دارد».
در دسامبر ۲۰۱۶، مارک الف. گابریل مدرک دکترای خود را در رشته حقوق عمومی از دانشگاه کیپ تاون بخاطر نوشتن رساله اصلاحات حکم حدود برای تطبیق قانون مجازات اسلامی با قانون حقوق بشر بین‌المللی دریافت کرد.

## تأثیر
بازبینی کتاب گابریل به نام عیسی و محمد: اختلافات عمیق و شباهت‌های شگفت‌انگیز، برای روابط خارجی، والتر راسل مید توضیح داد که این کتاب یکی از چند کتابی است که «بسیار فراتر از آن چیزی است که آینده سیاست آمریکا در رابطه با خاورمیانه را شکل می‌دهد و بسیار بیشتر از کتابهایی است که پژوهشگران با دیدگاه‌ها و اعتبارات کلاسیک منتشر کرده‌اند.» زیرا «از چنین کتابهایی است که میلیونها آمریکایی تصویری از اسلام و جنگ با ترور را می‌گیرند.»
در بنیادگرایی در جهان مدرن، اودجورن لیویک ادعا می‌کند که کتاب‌های گابریل: اسلام و تروریسم و اسلام و یهودیان منبع اصلی جان هیگ برای «حمله به اسلام» بود. کتاب آخری به صورت مجانی در بین پارلمانترهای نروژی توزیع شده‌است. بنا به گفته لیویک، کتاب شمارش معکوس اورشلیم در سال ۲۰۰۶ مانند دو کتاب گابریل که ادعا می‌کند تلفیق دیدگاه‌های وابسته به کتاب مکاشفات یوحنا اسرائیل که از سوی دشمنانش تهدید می‌شود با رونمایی از اسلام به مثابه یک مذهب ذاتاً خشن تا حدود زیادی ترسیم شده‌است.
مانند کتاب‌های اسلام و تروریسم و اسلام و یهودیان بقلم گابریل، کتاب شمارش معکوس اورشلیم بقلم هیگ نیز توسط انتشارات دارالتبلیغ مسیحیت منتشر شده‌است.

## آثار

### غیرداستان
- خلاف جریان در خاورمیانه، مرکز بین‌المللی علمی مسلمان و تبلیغ مسیحیت در آفریقای جنوبی، ۱۹۹۷ (با نام مصطفی منتشر شد). شابک ‎۱۸۷۵۰۹۵۲۷۶
- اسلام و تروریسم: آنچه قرآن واقعاً دربارهٔ مسیحیت، خشونت و اهداف جهاد اسلامی می‌آموزد.شابک ‎۰−۸۸۴۱۹−۸۸۴−۷ دارالتبلیغ مسیحیت
- اسلام و یهودیان: نبرد ناتمام. شابک ‎۰−۸۸۴۱۹−۹۵۶−۸ دارالتبلیغ مسیحیت. انتشار یک نسخه نروژی توسط سازمان مبلغان مذهبی، جوانان با هیئت تبلیغی حمایت شد.[۹][۱۰]

مورخ ریچارد لندز، اسلام و یهودیان را بعنوان نگرش بحث‌برانگیز مسلمانان نسبت به یهودیان و اسرائیل توصیف می‌کند. در اسلام و یهودیان، گابریل استدلال می‌کند که تنها اقلیتی از مسلمانان آمریکایی از خشونت سیاسی را طرفداری می‌کنند. بیشتر مسلمانان، مسلمانان عادی هستند که از اسلام به دلیل فرهنگ و آداب و رسوم خود پیروی می‌کنند. اینها کسانی هستند که از تعالیم اسلام آن طوری که در قرآن توصیف شده‌است پیروی نمی‌کنند. او گروه بزرگ خودش را با تعداد کمی از مسلمانان فناتیک و خشونت طلب مقایسه می‌کند که ممکن است از تروریسم حمایت کنند یا در آن شرکت کنند
- عیسی و محمد: اختلافات عمیق و شباهت‌های شگفت‌انگیز. ۲۰۰۴، دارالتبلیغ مسیحیت. شابک ‎۱−۵۹۱۸۵−۲۹۱−۹ عیسی و محمد توسط دولت مالزی به دلیل داشتن حقایق پیچیده‌ای که ممکن است اعتقادات مسلمانان را تضعیف کند ممنوع گردید.[۱۱]
- سفر در درون ذهن یک تروریست اسلامی: چرا آن‌ها از ما نفرت دارند و چگونه ما می‌توانیم عقاید آن‌ها را تغییر دهیم. ۲۰۰۶، دارالتبلیغ مسیحیت. شابک ‎۱−۵۹۱۸۵−۷۱۳−۹
- تصادم فرهنگ: جنگ اسلام در آمریکا، ۲۰۰۷، دارالتبلیغ مسیحیت. شابک ‎۹۷۸−۱−۵۹۹۷۹−۲۱۲−۵

### داستانی
- قهوه با پیامبر: گفتگوی قرن بیست و یکم با محمد. ۲۰۰۸، شابک ‎۹۷۸−۰−۶۱۵۲۰−۷۲۸−۵[۱۲]